# Atsuma
Atsuma (厚真町, Atsuma-chō) est un bourg du district de Yūfutsu, situé dans la sous-préfecture d'Iburi, sur l'île de Hokkaidō, au Japon.

## Géographie

### Démographie
Au 31 mars 2015, la population d'Atsuma s'élevait à 4 708 habitants répartis sur une superficie de 404,61 km2.